# کلارا شروت
کلارا شروت (انگلیسی: Clara Schroth؛ ۵ اکتبر ۱۹۲۰ – ۷ ژوئن ۲۰۱۴) ژیمناست هنری زن اهل ایالات متحده آمریکا بود.
وی در مسابقات کشوری و بین‌المللی در مجموع برندهٔ ۱ مدال برنز شده‌است.